# Première bataille du Mont Hermon
Guerre du Kippour
Batailles
- Opération Badr (1973)
- Bataille aérienne d'Ofira
- Première bataille du Mont Hermon
- Bataille de Lattaquié
- Deuxième bataille du Mont Hermon
- Bataille de Damiette (1973)
- Bataille aérienne d'El Mansoura
- Troisième bataille du Mont Hermon

La première bataille du Mont Hermon est livrée le 6 octobre 1973 au début de la guerre du Kippour entre l'armée syrienne et les Forces de défense israéliennes. Les commandos syriens ont attaqué et capturé l'avant-poste des Forces de défense israéliennes sur le mont Hermon. Deux jours plus tard, les Syriens ont repoussé une contre-attaque israélienne dans la seconde bataille du Mont Hermon. Le Mont Hermon a finalement été repris par Israël le 21 octobre pendant la troisième bataille du Mont Hermon.
Selon Abraham Rabinovich (en), « la chute du Mont Hermon est le seul épisode humiliant de la guerre du Kippour pour Israël. »

## Sources et références
1. ↑  (en) Abraham Rabinovich, The Yom Kippur War: The Epic Encounter That Transformed the Middle East, p. 155